# Testudinaroides papposa
Testudinaroides papposa (Zhang, Sun & Zhang, 1994) è un ragno fossile appartenente alla famiglia Araneidae.
È l'unica specie nota del genere Testudinaroides.

## Caratteristiche
Genere fossile risalente al Neogene. I ragni sono costituiti da parti molli molto difficili da conservare dopo la morte; infatti i pochi resti fossili di aracnidi sono dovuti a condizioni eccezionali di seppellimento e solidificazione dei sedimenti.

## Distribuzione
La specie è stata rinvenuta in alcune ambre della località cinese di Shanwang, nello Stato di Shandong.

## Tassonomia
L'attribuzione della sottofamiglia di appartenenza è un po' dubbia, anche per i pochi resti trovati, tanto da far ritenere il genere quale incertae sedis.
Dal 2008 non sono stati esaminati altri esemplari, né sono state descritte sottospecie al 2014.